# Liste der Naturdenkmale in Hohendubrau
Die Liste der Naturdenkmale in Hohendubrau umfasst Naturdenkmale der sächsischen Gemeinde Hohendubrau.

## Definition
„Naturdenkmäler sind rechtsverbindlich festgesetzte Einzelschöpfungen der Natur oder entsprechende Flächen bis zu fünf Hektar, deren besonderer Schutz erforderlich ist
1. aus wissenschaftlichen, naturgeschichtlichen oder landeskundlichen Gründen oder
2. wegen ihrer Seltenheit, Eigenart oder Schönheit.“

„§ 18 – Naturdenkmäler – (zu § 28 BNatSchG)
(1) Die Erklärung nach § 22 Abs. 1 BNatSchG von Teilen von Natur und Landschaft als Naturdenkmal erfolgt durch Rechtsverordnung oder Einzelanordnung.
(2) Über § 28 Abs. 1 BNatSchG hinaus können Naturdenkmäler zur Sicherung von Lebensgemeinschaften oder Lebensstätten von im Bestand gefährdeten oder streng geschützten Arten festgesetzt werden.“

## Naturdenkmale
Diese Auflistung unterscheidet zwischen Flächennaturdenkmalen (FND) mit einer Fläche bis zu 5 ha (bei Verordnung nach DDR-Recht auch mehr) und Einzel-Naturdenkmalen (ND).
Link zu einem Kartenansichtstool, um Koordinaten zu setzen.
| Bild                          | Bezeichnung                                       | Lage                               | Beschreibung | Datum | Nummer |
| ----------------------------- | ------------------------------------------------- | ---------------------------------- | ------------ | ----- | ------ |
| BW                            | Dreiteilige Linde (Schaukellinde), Gebelzig       | (51° 13′ 30,1″ N, 14° 39′ 22″ O)   | ND           |       |        |
| Fotos hochladen               | Buchberg Sandförstgen                             | (51° 14′ 11,7″ N, 14° 39′ 29,4″ O) | FND (0,4 ha) |       |        |
| BW                            | Zwischenmoor südlich Thräna                       | (51° 14′ 2,8″ N, 14° 42′ 58″ O)    | FND (0,9 ha) |       |        |
| BW                            | Quellgebiet; Quellarme; Oberlauf Weigersd. Wasser | (51° 15′ 29,1″ N, 14° 38′ 35,4″ O) | FND (3 ha)   |       |        |
| BW                            | Großsaubernitzer Berg                             | (51° 13′ 42,4″ N, 14° 38′ 0,1″ O)  | FND (2,9 ha) |       |        |
| BW                            | Braunkohleflözaustritt Sandförstgen               | (51° 13′ 57,3″ N, 14° 39′ 22,7″ O) | ND           |       |        |
| mehr Fotos \| Fotos hochladen | Eibe zur Hohen Dubrau, Groß Radisch               | (51° 15′ 17,6″ N, 14° 41′ 38,5″ O) | ND           |       |        |
| BW                            | Ferdinandseiche, Dauban                           | (51° 16′ 47,3″ N, 14° 37′ 25,6″ O) | ND           |       |        |
| mehr Fotos \| Fotos hochladen | Buchengang Kollm                                  | (51° 15′ 18,6″ N, 14° 42′ 45,5″ O) | FND (2,1 ha) |       |        |

## Ehemalige Naturdenkmale
Link zu einem Kartenansichtstool, um Koordinaten zu setzen.
| Bild | Bezeichnung                          | Lage                               | Beschreibung                         | Datum     | Nummer |
| ---- | ------------------------------------ | ---------------------------------- | ------------------------------------ | --------- | ------ |
| BW   | 2 Tulpenbäume im Schloßpark Gebelzig | (51° 13′ 24,1″ N, 14° 40′ 13,3″ O) | ND aufgehoben, Bäume 2016 gefällt    | 1956–2020 |        |
| BW   | 2 Spitz- und 1 Bergahorn, Dauban     | (51° 16′ 38,8″ N, 14° 38′ 4,4″ O)  | ND aufgehoben, da nicht schutzwürdig | 1956–2020 |        |